# 인터베이스
인터베이스(InterBase)는 현재 엠바카데로 테크놀로지스가 개발하고 판매하는 관계형 데이터베이스 관리 시스템(RDBMS)이다. 인터베이스는 작은 설치 공간, 관리 요구 사항이 거의 없으며 다세대 아키텍처로 인해 다른 RDBMS와 구별된다. 인터베이스는 마이크로소프트 윈도우, macOS, 리눅스, 솔라리스 운영 체제는 물론 iOS 및 안드로이드에서도 실행된다.